# 10429 van Woerden
10429 van Woerden eller 2546 P-L är en asteroid i huvudbältet som upptäcktes den 24 september 1960 av den nederländsk-amerikanske astronomen Tom Gehrels och det nederländska astronomparet Ingrid van Houten-Groeneveld och Cornelis Johannes van Houten vid Palomarobservatoriet. Den är uppkallad efter den nederländske astronomen Hugo van Woerden.
Asteroiden har en diameter på ungefär 4 kilometer och den tillhör asteroidgruppen Maria.